# Carlo Maria Pedicini
Carlo Maria Pedicini (Benevento, 2 novembre 1769 – Roma, 19 novembre 1843) è stato un cardinale e vescovo cattolico italiano.
Fu nominato cardinale della Chiesa cattolica da papa Pio VII.

## Biografia
Nacque a Benevento il 2 novembre 1769, figlio del marchese Dionisio e di Beatrice Vulcano.
Papa Pio VII lo elevò al rango di cardinale nel concistoro del 10 marzo 1823.
Morì il 19 novembre 1843 all'età di 74 anni; fu sepolto nella Basilica di San Lorenzo in Damaso.

## Genealogia episcopale e successione apostolica
La genealogia episcopale è:
- Cardinale Scipione Rebiba
- Cardinale Giulio Antonio Santori
- Cardinale Girolamo Bernerio, O.P.
- Arcivescovo Galeazzo Sanvitale
- Cardinale Ludovico Ludovisi
- Cardinale Luigi Caetani
- Cardinale Ulderico Carpegna
- Cardinale Paluzzo Paluzzi Altieri degli Albertoni
- Papa Benedetto XIII
- Papa Benedetto XIV
- Papa Clemente XIII
- Cardinale Giovanni Carlo Boschi
- Cardinale Bartolomeo Pacca
- Cardinale Carlo Maria Pedicini

La successione apostolica è:
- Arcivescovo Julien-Marie-François-Xavier Hillereau (1832)
- Arcivescovo Paolo Marusci (1832)
- Vescovo Étienne Jérôme Rouchouze, SS.CC. (1833)
- Cardinale Silvestro Belli (1842)